# 安保资本
安保资本(英語：AMP Capital) 是一家国际投资管理公司，总部位于澳大利亚悉尼，是AMP公司的子公司。

## 历史
是亚太地区最大的投资管理公司之一，除了在澳大利亚和新西兰的业务外，在中国，迪拜，香港，印度，日本，卢森堡，新加坡，英国和美国设有办事处，其国际业务也在不断增长。2011年12月9日三菱日联金融集团以300亿日元价格收购安保资本15%的份额。